# Mojabi Ghost
«Mojabi Ghost» (estilizado en mayúsculas) es una canción del productor puertorriqueño Tainy y el cantante puertorriqueño Bad Bunny, del álbum de estudio debut de Tainy, Data, lanzado el 29 de junio de 2023. La canción fue escrita por Tainy y Bad Bunny y producida por Tainy.

## Antecedentes y lanzamiento
Tainy y Bad Bunny ya habían colaborado varias veces. En 2023, Tainy anunció la fecha de lanzamiento de Data. El 16 de junio de 2023, compartió la lista de canciones del álbum a través de su Instagram, y «Mojabi Ghost» se incluyó como la quinta pista.

## Composición
«Mojabi Ghost» mezcla reguetón y electropop con influencias de new wave de los años 1980. La letra habla sobre la lucha por superar un amor pasado al entregarse a placeres temporales y tratar de escapar de la realidad, al mismo tiempo que se desea una conexión más genuina y satisfactoria. Habla de las complejidades del desamor y de los extremos a los que uno puede llegar para seguir adelante y olvidar.

## Visualizador de audio
El visualizador de audio de la canción se estrenó simultáneamente con los otros visualizadores de audio de las canciones con el lanzamiento de Data, el 29 de junio de 2023.

## Posicionamiento en listas
| Lista (2023)              | Mejor posición |
| ------------------------- | -------------- |
| Bolivia (Billboard)       | 11             |
| Chile (Billboard)         | 21             |
| Colombia (Billboard)      | 15             |
| Ecuador (Billboard)       | 7              |
| Global 200 (Billboard)    | 23             |
| México (Billboard)        | 17             |
| Perú (Billboard)          | 8              |
| España (PROMUSICAE)       | 14             |
| EE. UU. Billboard Hot 100 | 57             |
| EE. UU. (Billboard)       | 9              |

| Lista (2023)        | Mejor posición |
| ------------------- | -------------- |
| EE. UU. (Billboard) | 63             |